# Tarago Reservoir
Tarago Reservoir är en reservoar i Australien. Den ligger i delstaten Victoria, omkring 88 kilometer öster om delstatshuvudstaden Melbourne. Tarago Reservoir ligger 198 meter över havet. Arean är 360 kvadratkilometer. 
I omgivningarna runt Tarago Reservoir växer i huvudsak städsegrön lövskog. Runt Tarago Reservoir är det glesbefolkat, med 17 invånare per kvadratkilometer. Genomsnittlig årsnederbörd är 1 332 millimeter. Den regnigaste månaden är juni, med i genomsnitt 166 mm nederbörd, och den torraste är januari, med 57 mm nederbörd.